# Twilight, chapitre II : Tentation
Cet article concerne le film de Chris Weitz. Pour le roman original de Stephenie Meyer, voir Tentation.
Pour les articles homonymes, voir Tentation.
Série Twilight
Twilight, chapitre I : Fascination
(2008) Twilight, chapitre III : Hésitation
(2010)
Pour plus de détails, voir Fiche technique et Distribution.
Twilight, chapitre II : Tentation ou La Saga Twilight : Tentation au Québec (New Moon) est un film américain fantastique réalisé par Chris Weitz, sorti en 2009.
Il s'agit du deuxième volet de l'adaptation cinématographique de la série de romans de Stephenie Meyer, Twilight après Twilight, chapitre I : Fascination en 2008.

## Synopsis
Les Cullen déménagent de Forks pour ne pas trahir leur éternelle jeunesse et surtout pour protéger Bella. Après le départ d'Edward, Bella tombe dans un état dépressif sans précédent, mais finit par trouver un réconfort d'abord dans l'adrénaline puis, de fil en aiguille, chez son ami Jacob Black. Elle découvre qu'il est en fait un loup-garou, comme Sam et sa meute. Bella essaie de revoir Edward, mais n'y arrive pas. Elle découvre ensuite que lorsqu'elle est dans une situation extrêmement dangereuse, elle peut voir un fantôme qui porte son apparence. Elle se jette donc d'une falaise, et voit le fantôme d'Edward, elle est ensuite repêchée par Jacob Black. Alice le découvre et le rapporte à Edward qui la croit morte. Il décide donc d'aller en Italie, chez les Volturi, pour que ces derniers mettent fin à ses jours. Alice prévient Bella de la décision d'Edward. Bella décide aussitôt d'aller en Italie retrouver Edward pour l'empêcher de mourir. Elle arrive au dernier moment, alors qu'il est sur le point de se sacrifier, il découvre que Bella est bel et bien vivante. Ils sont ensuite tous deux conduits chez les Volturi qui décident de leur laisser la vie sauve, à condition que Bella soit transformée en vampire dès son arrivée dans l'Etat de Washington. Edward demande Bella en mariage.

## Fiche technique
- Titre original : New Moon
- Titre français : Twilight, chapitre II : Tentation
- Titre québécois : La Saga Twilight : Tentation
- Réalisation : Chris Weitz
- Scénario : Melissa Rosenberg d'après Tentation de Stephenie Meyer
- Musique : Alexandre Desplat
- Photographie : Javier Aguirresarobe
- Pays d'origine :  États-Unis
- Langue originale : anglais
- Format : couleurs - Format 35 mm - Dolby Digital / DTS
- Durée : 130 minutes
- Budget : 50 000 000 $[4]
- Dates de sorties :
  - Belgique, France : 18 novembre 2009[5]
  - Canada, États-Unis : 20 novembre 2009[6]

## Distribution
| |  |  |
| Les acteurs principaux Robert Pattinson et Kristen Stewart à Paris pour la promotion du film, en novembre 2009. |  |  |

- Kristen Stewart (VF : Noémie Orphelin ; VQ : Annie Girard) : Bella Swan
- Robert Pattinson (VF : Thomas Roditi ; VQ : Nicholas Savard L'Herbier) : Edward Cullen
- Taylor Lautner (VF : Nessym Guetat ; VQ : Xavier Dolan) : Jacob Black
- Peter Facinelli (VF : Bruno Choël ; VQ : Frédérik Zacharek) : Carlisle Cullen
- Elizabeth Reaser (VF : Barbara Delsol) : Esmée Cullen
- Ashley Greene (VF : Edwige Lemoine ; VQ : Ariane-Li Simard-Côté) : Alice Cullen
- Kellan Lutz (VF : Stéphane Pouplard ; VQ : Sébastien Rajotte) : Emmett Cullen
- Nikki Reed (VF : Marie-Eugénie Maréchal ; VQ : Agathe Lanctôt) : Rosalie Hale
- Jackson Rathbone (VF : Yoann Sover ; VQ : Nicolas Charbonneaux-Collombet) : Jasper Hale
- Billy Burke (VF : Arnaud Arbessier ; VQ : Gilbert Lachance) : Charlie Swan
- Rachelle Lefèvre : Victoria Sutherland
- Edi Gathegi (VF : Daniel Lobé) : Laurent Da Revin
- Michael Sheen (VF : Stéphane Ronchewski ; VQ : François Godin) : Aro
- Noot Seear (en) (VF : Véronique Desmadryl) : Heidi
- Dakota Fanning (VF : Kelly Marot ; VQ : Viviane Pacal) : Jane
- Anna Kendrick (VF : Karine Foviau ; VQ : Catherine Bonneau) : Jessica Stanley
- Michael Welch (VF : Donald Reignoux ; VQ : Marc Saint-Martin) : Mike Newton
- Chaske Spencer (VF : Boris Rehlinger) : Sam Uley
- Tyson Houseman (VF : Pascal Grull) : Quil Ateara
- Kiowa Gordon (VF : Benjamin Pascal ; VQ : Kevin Houle) : Embry Call
- Alex Meraz (VF : Maël Davan-Soulas) : Paul
- Bronson Pelletier (VF : Fabrice Fara) : Jared
- Tinsel Korey (VF : Marie Zidi) : Emily
- Graham Greene (VF : Sylvain Lemarié) : Harry Clearwater
- Gil Birmingham (VF : Stéphane Bazin) : Billy Black
- Christian Serratos (VQ : Magalie Lépine-Blondeau) : Angela Weber
- Justin Chon (VF : Alexandre Nguyen ; VQ : Gabriel Lessard) : Eric Yorkie
- Jamie Campbell Bower (VF : Aurélien Ringelheim ; VQ : Sébastien Reding) : Caius
- Christopher Heyerdahl (VF : Patrick Borg) : Marcus
- Cameron Bright (VF : Sébastien Desjours) : Alec
- Charlie Bewley (VF : Damien Witecka) : Demetri
- Daniel Cudmore (VQ : Jean-François Beaupré) : Felix

- Version française
  - Studio de doublage : Dubbing Brothers
  - Direction artistique : Marie-Christine Chevalier
  - Adaptation des dialogues : Philippe Videcoq

Source : Version française (VF) et Version québécoise (VQ)

## Production

### Tournage
Le tournage du film a débuté le 23 mars 2009 à Vancouver. Ensuite le tournage a eu lieu Montepulciano en Italie, il a débuté le 26 mai 2009 et s'est terminé le 29 mai 2009.

### Musique de film
Les Jonas Brothers ont fait savoir qu'ils aimeraient composer la musique du film, étant eux-mêmes des admirateurs de Stephenie Meyer,  et Princesse Laurie mais ils n'ont pas été retenus pour la bande son du film.

## Bande originale
1. Meet Me on the Equinox  (Death Cab for Cutie)
2. Friends  (Band of Skulls)
3. Hearing Damage  (Thom Yorke)
4. Possibility  (Lykke Li)
5. A White Demon Love Song  (The Killers)
6. Satellite Heart  (Anya Marina)
7. I Belong to You  [New Moon Remix] (Muse)
8. Rosyln  (Bon Iver and St. Vincent)
9. Done All Wrong  (Black Rebel Motorcycle Club)
10. Monsters  (Hurricane Bells)
11. The Violet Hour  (Sea Wolf)
12. Shooting the Moon  (OK Go)
13. Slow Life  (Grizzly Bear featuring Victoria Legrand of Beach House)
14. No Sound But the Wind  (Editors)
15. New Moon (The Meadow)  (Alexandre Desplat)
16. Cavalier noir  (BB Brunes) - bonus dans la version pour la France

## Accueil

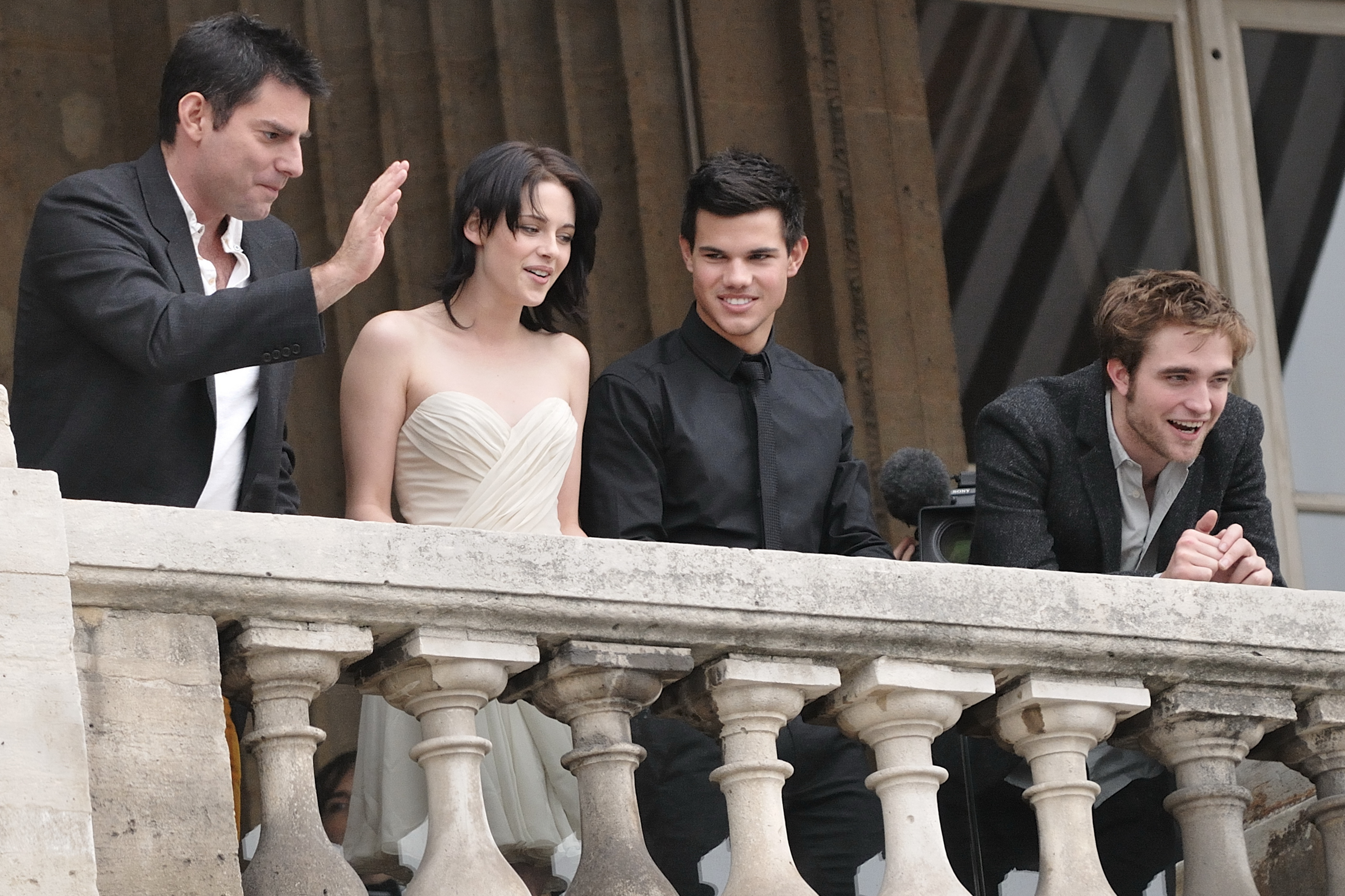
Le réalisateur Chris Weitz et ses acteurs principaux Taylor Lautner, Kristen Stewart et Robert Pattinson à Paris, pour la promotion du film en novembre 2009.

Le film est sorti en Blu-Ray et DVD le 24 mars 2010. Aux États-Unis, le DVD fait un véritable carton. On compte déjà plus de 6 500 000 de DVD vendus.[réf. nécessaire]

### Accueil critique
Le film a reçu des critiques plutôt mitigées de la part de journalistes français, mais de bonnes appréciations de la part des spectateurs, et rencontre un très grand succès au box office.[réf. nécessaire]

### Box-office
| Pays ou région | Box-office        | Date d'arrêt du box-office | Nombre de semaines |
| -------------- | ----------------- | -------------------------- | ------------------ |
| Mondial        | 709 827 462 $     | 13 décembre 2009           | 12                 |
| États-Unis     | 312 659 082 $     | 13 décembre 2009           | 12                 |
| France         | 4 198 600 entrées | 15 décembre 2009           | 12                 |

- Sortis dans 80 pays, plus de 626 millions de dollars ont été récoltés depuis sa sortie sur grand écran.
- Aux États-Unis, il démarre avec 142 millions de dollars, depuis il a engrangé 267 en 4 week-ends.
- Au début de 2009, Twilight, chapitre I : Fascination démarre avec 755 835 spectateurs, au total plus de 2,7 millions de spectateurs l'ont vu.
- En cette fin d'année, ce deuxième volet de la saga tant attendu des spectateurs réalise 2,3 millions d'entrées lors de sa toute première semaine d'exploitation. Depuis, 3,9 millions d'entrées ont été enregistrées.